# 천수경

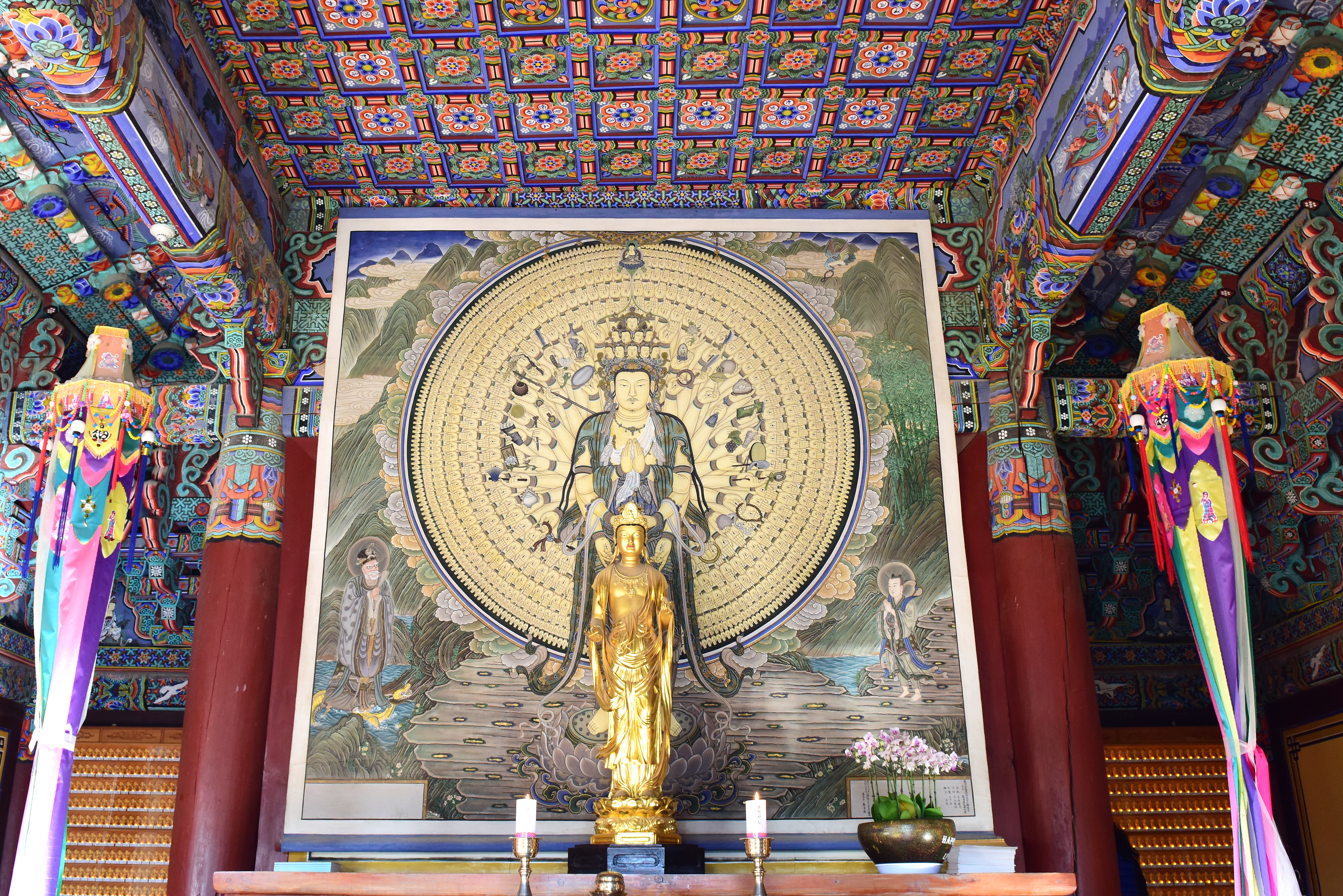
천수경의 주인공인 천수관음(경주시 불국사 관음전)

천수경(千手經)은 관세음보살에 대한 불교 경전이다. 관세음보살의 여러 모습 중 천수관음보살을 제목으로 삼은 것이다.
천수경의 가장 중심 내용은 '신묘장구대다라니'인데, 산스크리트어로 '니라간타 다라니'라고 한다. "니라간타"는 "목이 푸른 분"이란 뜻으로 , 청경관음보살을 의미한다.
현재 우리나라 대부분의 불교의식에서 독송하고 있는 경이자 가장 유명한 불교경전이다. 이러한 경전으로는 예불문, 이산혜연선사 발원문, 반야심경, 천수경, 정근, 금강경, 상단권공, 중단권공(신중청), 화엄경 약찬게 등이 있다.
중심을 이루는 내용은 <신묘장구대다라니>이다. 한역본은 10종이 있는데, 대한민국에서는 당나라 가범달마(伽梵達磨)의 번역본이 가장 널리 유통된다.

## 특징
원래 주술적 의미의 밀교 다라니인 <신묘장구대다라니>에 여러 내용이 추가되었고, 현재는 불교 의식용으로 널리 쓰이고 있다.

### 대중매체의 천수경
불교에 무지한 사람도 아는 "수리수리 마수리~"라는 주문이 바로 천수경에 있는 <정구업진언>이다.
또한 KBS 드라마 <태조 왕건>에서 궁예를 연기한 배우 김영철님이 관심법을 쓰면서 외우던 "옴 마니 반메 훔"이라는 주문도 사실 천수경의 <관세음보살 본심미묘 육자대명왕 진언>이다.

## 중심 내용
중심이 되는 내용은 <신묘장구대다라니>라는 대다라니와 8개의 진언(소다라니)이다. 진언은 <정구업진언>, <오방내외안위제신진언>, <개법장진언>, <참회진언>, <정법계진언>, <호신진언>, <관세음보살본심미묘육자대명왕진언>, <준제진언>이다.
- 진언(眞言) : 산스크리트어(범어) 발음 그대로 외우는 짧은 불교 주문[8]
- 다라니(陀羅尼) : 산스크리트어(범어) 발음 그대로 외우는 긴 불교 주문[9]

### 신묘장구대다라니(神妙章句大陀羅尼)
신묘한 장과 구를 모아 놓은 큰 다라니라는 뜻이다. 관세음보살과 삼보(부처님, 불법, 스님)에 귀의하고, 삼독(탐욕, 노여움, 어리석음)을 가라앉혀, 깨달음에 다다르게 해줄 것을 기원하는 내용이다.

### 오방내외안위제신진언(五方內外安慰諸神)
오방내외안위제신진언의 제목만 풀이해보면, 다섯 방위의 내 주변에 있는 모든 신들을 편안하게 위로하는 진언이라는 뜻이다.
하지만, 진언 "나무 사만다 못다남 옴 도로도로 지미 사바하"에서 "못다남"은 "붓다"를 뜻한다. 그래서 사실 <오방내외안위제신진언>은 "모든 방위에 계시는 부처님께 귀의하는 진언"이다.

### 관세음보살본심미묘육자대명왕진언(觀世音菩薩本心微妙六字大明王眞言)
관세음보살본심미묘육자대명왕진언(관세음보살/본심/미묘/육자/대명/왕진언)은 관세음보살의 본래 마음이 미묘한 6자의 크게 밝은 진언의 왕이라는 뜻이다. 보통 천수경에서는 "옴 마니 반메 훔"이라고 독송하지만, 원래 발음은 "옴 마니 파드메 훔"에 가깝다.

## 한문 천수경 전문
불교 예불 등에서 독송할 때는 제목은 "~진언", "~계청", "~다라니", "여래십대발원문", "발사홍서원", "발원이 귀명례삼보"만 말하고, 나머지 "~찬", "~게" 등은 말하지 않는다.
- 주의사항 : 산스크리트어(범어)는 종파마다, 심지어 같은 종파라도 절마다 스님마다 다른 경우도 있으니 발음은 참고만 하기 바란다.

정구업진언
『수리수리 마하수리 수수리 사바하』(3번)
오방내외안위제신진언
『나무 사만다 못다남 옴 도로도로 지미 사바하』(3번)
개경게
무상심심미묘법 백천만겁난조우
아금문견득수지 원해여래진실의
개법장진언
『옴 아라남 아라다』(3번)
천수천안 관자재보살 광대원만
무애대비심 대다라니 계청
계수관음대비주 원력홍심상호신
천비장엄보호지 천안광명변관조
진실어중선밀어 무위심내기비심
속령만족제희구 영사멸제제죄업
천룡중성동자호 백천삼매돈훈수
수지신시광명당 수지심시신통장
세척진로원제해 초증보리방편문
아금칭송서귀의 소원종심실원만
나무대비관세음 원아속지일체법
나무대비관세음 원아조득지혜안
나무대비관세음 원아속도일체중
나무대비관세음 원아조득선방편
나무대비관세음 원아속승반야선
나무대비관세음 원아조득월고해
나무대비관세음 원아속득계정도
나무대비관세음 원아조등원적산
나무대비관세음 원아속회무위사
나무대비관세음 원아조동법성신
아약향도산 도산자최절
아약향화탕 화탕자고갈
아약향지옥 지옥자소멸
아약향아귀 아귀자포만
아약향수라 악심자조복
아약향축생 자득대지혜
나무관세음보살마하살 나무대세지보살마하살
나무천수보살마하살 나무여의륜보살마하살
나무대륜보살마하살 나무관자재보살마하살
나무정취보살마하살 나무만월보살마하살
나무수월보살마하살 나무군다리보살마하살
나무십일면보살마하살 나무제대보살마하살
『나무 본사 아미타불』(3번)
신묘장구 대다라니
나모라 다나다라 야야 나막알약 바로기제 새바라야
모지사다바야 마하사다바야 마하가로 니가야
옴 살바 바예수 다라나 가라야 다사명 나막 가리다바 이맘알야
바로기제 새바라 다바 니라간타 나막하리나야 마발다
이사미 살발타 사다남 수반아예염 살바보다남 바바말아
미수다감 다냐타 옴 아로계 아로가 마지로가 지가란제
혜혜하례 마하모지 사다바 사마라 사마라 하리나야
구로구로 갈마 사다야 사다야 도로도로 미연제 마하미연제
다라다라 다린나례 새바라 자라자라 마라 미마라 아마라
몰제 예혜혜 로계 새바라 라아 미사미 나사야 나베 사미사미
나사야 모하자라 미사미 나사야 호로호로 마라호로 하례
바나마 나바 사라사라 시리시리 소로소로 못자못자 모다야 모다야
매다리야 니라간타 가마사 날사남 바라 하라나야
마낙 사바하 싯다야 사바하 마하싯다야 사바하
싯다유예 새바라야 사바하 니라간타야 사바하
바라하 목카싱하 목카야 사바하 바나마 하따야 사바하
자가라 욕다야 사바하 상카섭나네 모다나야 사바하 마하라
구타다라야 사바하 바마사간타 니사시체다
가릿나 이나야 사바하 먀가라 잘마 이바 사나야 사바하
『나모라 다나다라 야야나막알야 바로기제 새바라야 사바하』(3번)
사방찬
일쇄동방결도량 이쇄남방득청량
삼쇄서방구정토 사쇄북방영안강
도량찬
도량청정무하예 삼보천룡강차지
아금지송묘진언 원사자비밀가호
참회게
아석소조제악업 개유무시탐진치
종신구의지소생 일체아금개참회
참제업장십이존불
나무참제업장보승장불 보광왕화렴조불
일체향화자재력왕불 백억항하사결정불
진위덕불 금강견강소복괴산불
보광월전묘음존왕불 환희장마니보적불
무진향승왕불 사자월불
환희장엄주왕불 제보당마니승광불
십악참회
살생중죄금일참회 투도중죄금일참회
사음중죄금일참회 망어중죄금일참회
기어중죄금일참회 양설중죄금일참회
악구중죄금일참회 탐애중죄금일참회
진애중죄금일참회 치암중죄금일참회
백겁적집죄 일념돈탕진
여화분고초 멸진무유여
죄무자성종심기 심약멸시죄역망
죄망심멸양구공 시즉명위진참회
참회진언
『옴 살바 못자모지 사다야 사바하』(3번)
준제공덕취 적정심상송 일체제대난 무능침시인
천상급인간 수복여불등 우차여의주 정획무등등
『나무 칠구지불모 대준제보살』(3번)
정법계진언
『옴 남』(3번)
호신진언
『옴 치림』(3번)
관세음보살 본심미묘
육자대명왕진언
『옴 마니 반메 훔』(3번)
준제진언
나무사다남 삼먁 삼못다 구치남 다냐타
『옴 자례주례 준제 사바하 부림』(3번)
아금지송대준제 즉발보리광대원
원아정혜속원명 원아공덕개성취
원아승복변장엄 원공중생성불도
여래십대발원문
원아영리삼악도 원아속단탐진치
원아상문불법승 원아근수계정혜
원아항수제불학 원아불퇴보리심
원아결정생안양 원아속견아미타
원아분신변진찰 원아광도제중생
발사홍서원
중생무변서원도 번뇌무진서원단
법문무량서원학 불도무상서원성
자성중생서원도 자성번뇌서원단
자성법문서원학 자성불도서원성
발원이 귀명례삼보
『나무상주시방불 나무상주시방법 나무상주시방승』(3번)
---이하는 불교 법회 등의 행사에서만---
정삼업진언
『옴 사바바바 수다살바 달마 사바바바 수도함』(3번)
개단진언
『옴 바아라 놔로 다가다야 삼마야 바라베 사야홈』(3번)
건단진언
『옴 난다난다 나지나지 난다바리 사바하』(3번)
정법계진언
나자색선백 공점이엄지 여피계명주 치지어정상
진언동법계 무량중죄제 일체촉예처 당가차자문
『나무 사만다 못다남 남』(3번)

## 한글 천수경 전문
다음은 2013년 12월 19일에 조계종에서 공포한 한글의례문 <천수경>이다.
정구업진언
(구업을 청정케 하는 진언)
『수리수리 마하수리 수수리 사바하』(3번)
오방내외안위제신진언
(오방내외 신중을 편안하게 모시는 진언)
『나무 사만다 못다남 옴 도로 도로 지미 사바하』(3번)
개경게
(경전을 펴는 게송)
위없이~ 심히깊은 미묘한법을
백천만겁 지난들~ 어찌만나리
제가이제 보고듣고 받아지니니
부처님의 진실한뜻 알아지이다.
개법장진언
(법장을 여는 진언)
『옴 아라남 아라다』(3번)
천수천안 관음보살 광대하고 원만하며
걸림없는 대비심의 다라니를 청하옵니다.
자비로운 관세음께 절하옵나니
크신원력 원만상호 갖추시옵고
천손으로 중생들을 거두시오며
천눈으로 광명비춰 두루살피네.
진실하온 말씀중에 다라니펴고
함이없는 마음중에 자비심내어
온갖소원 지체없이 이뤄주시고
모든죄업 길이길이 없애주시네.
천룡들과 성현들이 옹호하시고
백천삼매 한순간에 이루어지니
이다라니 지닌몸은 광명당이요
이다라니 지닌마음 신통장이라
모든번뇌 씻어내고 고해를건너
보리도의 방편문을 얻게되오며
제가이제 지송하고 귀의하오니
온갖소원 마음따라 이뤄지이다.
자비하신 관세음께 귀의하오니, 일체법을 어서속히 알아지이다.
자비하신 관세음께 귀의하오니, 지혜의눈 어서어서 얻어지이다.
자비하신 관세음께 귀의하오니, 모든중생 어서속히 건네지이다.
자비하신 관세음께 귀의하오니, 좋은방편 어서어서 얻어지이다.
자비하신 관세음께 귀의하오니, 지혜의배 어서속히 올라지이다.
자비하신 관세음께 귀의하오니, 고통바다 어서어서 건너지이다.
자비하신 관세음께 귀의하오니, 계정혜를 어서속히 얻어지이다.
자비하신 관세음께 귀의하오니, 열반언덕 어서어서 올라지이다.
자비하신 관세음께 귀의하오니, 무위집에 어서속히 들어지이다.
자비하신 관세음께 귀의하오니, 진리의몸 어서어서 이뤄지이다.
칼산지옥 제가가면, 칼산절로 꺾여지고
화탕지옥 제가가면, 화탕절로 사라지며
지옥세계 제가가면, 지옥절로 없어지고
아귀세계 제가가면, 아귀절로 배부르며
수라세계 제가가면, 악한마음 선해지고
축생세계 제가가면, 지혜절로 얻어지이다.
나무 관세음보살마하살
나무 대세지보살마하살
나무 천수보살마하살
나무 여의륜보살마하살
나무 대륜보살마하살
나무 관자재보살마하살
나무 정취보살마하살
나무 만월보살마하살
나무 수월보살마하살
나무 군다리보살마하살
나무 십일면보살마하살
나무 제대보살마하살
『나무 본사 아미타불』(3번)
신묘장구 대다라니
(신묘한 대다라니)
나모라 다나다라 야야 나막알약 바로기제 새바라야
모지사다바야 마하사다바야 마하가로 니가야 옴 살바 바예수
다라나 가라야 다사명 나막 까리다바 이맘알야 바로기제 새바라
다바 니라간타 나막하리나야 마발다 이사미 살발타 사다남 수반아예염
살바보다남 바바마라 미수다감 다냐타 옴 아로계 아로가 마지로가
지가란제 혜혜하례 마하모지 사다바 사마라 사마라 하리나야
구로구로 갈마 사다야 사다야 도로도로 미연제 마하미연제
다라다라 다린 나례 새바라 자라자라 마라미마라 아마라
몰제예혜혜 로계새바라 라아 미사미 나사야 나베 사미사미 나사야
모하자라 미사미 나사야 호로호로 마라호로 하례 바나마나바
사라사라 시리시리 소로소로 못쟈못쟈 모다야 모다야 매다리야
니라간타 가마사 날사남 바라하라나야 마낙 사바하
싯다야 사바하 마하싯다야 사바하 싯다유예 새바라야 사바하
니라간타야 사바하 바라하 목카싱하 목카야 사바하
바나마 하따야 사바하 자가라 욕다야 사바하
상카섭나네 모다나야 사바하 마하라 구타다라야 사바하
바마사간타 이사시체다 가릿나 이나야 사바하
먀가라 잘마 니바 사나야 사바하
『나모라 다나다라 야야 나막알야 바로기제 새바라야 사바하』(3번)
사방찬
(사방을 깨끗이 하는 찬)
동방에~ 물뿌리니 도량이맑고
남방에~ 물뿌리니 청량얻으며
서방에~ 물뿌리니 정토이루고
북방에~ 물뿌리니 평안해지네.
도량찬
(청정한 도량의 찬)
온도량이 청정하여 티끌없으니
삼보천룡 이도량에 강림하시네
제가이제 묘한진언 외우옵나니,
대자대비 베푸시어 가호하소서
참회게
(죄업을 뉘우치는 게송)
지난세월 제가지은 모든악업은
옛적부터 탐진치로 말미암아서
몸과말과 생각으로 지었사오니
제가이제 모든죄업 참회합니다.
참제업장십이존불
(열두 부처님을 칭명하여, 듣게 되면 업장이 소멸되는 가지참회법)
나무 참제업장보승장불
보광왕화렴조불
일체향화자재력왕불
백억항하사결정불
진위덕불 금강견강소복괴산불
보광월전묘음존왕불
환희장마니보적불
무진향승왕불 사자월불
환희장엄주왕불
제보당마니승광불
십악참회
(열 가지 악업을 참회함)
살생으로 지은죄업 참회합니다.
도둑질로 지은죄업 참회합니다.
사음으로 지은죄업 참회합니다.
거짓말로 지은죄업 참회합니다.
꾸민말로 지은죄업 참회합니다.
이간질로 지은죄업 참회합니다.
악한말로 지은죄업 참회합니다.
탐욕으로 지은죄업 참회합니다.
성냄으로 지은죄업 참회합니다.
어리석어 지은죄업 참회합니다.
오랜세월 쌓인죄업 한생각에 없어지니
마른풀이 타버리듯 남김없이 사라지네.
죄의자성 본래없어 마음따라 일어나니
마음이~ 사라지면 죄도함께 없어지네.
모든죄가 없어지고 마음조차 사라져서
죄와마음 공해지면 진실한~ 참회라네
참회진언
(죄업을 뉘우치는 진언)
『옴 살바 못자모지 사다야 사바하』(3번)
준제찬
(준제주의 찬)
준제주는 모든공덕 보고이어라
고요한~ 마음으로 항상외우면
이세상~ 온갖재난 침범못하리
하늘이나 사람이나 모든중생이
부처님과 다름없는 복을받으니
이와같은 여의주를 지니는이는
결정코~ 최상의법 이루오리라.
『나무 칠구지불모대준제보살』(3번)
정법계진언
(법계를 맑게 하는 진언)
『옴 남』(3번)
호신진언
(몸을 보호하는 진언)
『옴 치림』(3번)
관세음보살 본심미묘 육자대명왕진언
(관세음보살님의 본마음을 보여주는 미묘한 육자대명왕진언)
『옴 마니 반메 훔』(3번)
준제진언
『나무 사다남 삼먁삼못다 구치남 다냐타 옴 자례주례 준제 사바하 부림』(3번)
준제발원
(준제보살의 발원)
제가이제 준제주를 지송하오니
보리심을 발하오며 큰원세우고
선정지혜 어서속히 밝아지오며
모든공덕 남김없이 성취하옵고
수승한복 두루두루 장엄하오며
모든중생 깨달음을 이뤄지이다.
여래십대발원문
(부처님께 발하는 열 가지 원)
원하오니 삼악도를 길이여의고
탐진치~ 삼독심을 속히끊으며
불법승~ 삼보이름 항상듣고서
계정혜~ 삼학도를 힘써닦으며
부처님을 따라서~ 항상배우고
원컨대~ 보리심에 항상머물며
결정코~ 극락세계 가서태어나
아미타~ 부처님을 친견하옵고
온세계~ 모든국토 몸을나투어
모든중생 빠짐없이 건져지이다.
발사홍서원
(네 가지 큰 서원)
가없는~ 중생을~ 건지오리다.
끝없는~ 번뇌를~ 끊으오리다.
한없는~ 법문을~ 배우오리다.
위없는~ 불도를~ 이루오리다.
자성의~ 중생을~ 건지오리다.
자성의~ 번뇌를~ 끊으오리다.
자성의~ 법문을~ 배우오리다.
자성의~ 불도를~ 이루오리다.
제가 이제 삼보님께 귀명합니다.
시방세계 부처님께 귀명합니다.
시방세계 가르침에 귀명합니다.
시방세계 스님들께 귀명합니다.

## 여담
천수다라니경(千手陀羅尼經)이라고 부르기도 한다. 원래 이름은 천수천안관자재보살광대원만무애대비심대다라니경(千手千眼觀自在菩薩廣大圓滿無崖大悲心大陀羅尼經)인데 이는 "한량 없는 손과 눈을 가지신 관세음보살이 넓고 크고 걸림없는 대자비심을 간직한 큰 다라니(만트라)에 관해 설법한 말씀"을 뜻한다.

## 같이 보기
- 신묘장구대다라니(神妙章句大陀羅尼)